# Ognjen Koroman
Ognjen Koroman (en serbio: Огњен Короман) (Pale, Yugoslavia, 19 de septiembre de 1978) es un futbolista serbio, nacido en la antigua Yugoslavia, en lo que hoy sería Bosnia y Herzegovina. Jugó para las selecciones de Yugoslavia, Serbia y Montenegro y Serbia y actualmente juega en el Krylia Sovetov ruso.

## Clubes
| Club                   | País                | Años        |
| ---------------------- | ------------------- | ----------- |
| FK Radnički Kragujevac | Serbia y Montenegro | 1997 - 1998 |
| Spartak Subotica       | Serbia y Montenegro | 1998 - 2000 |
| OFK Belgrado           | Serbia y Montenegro | 2000 - 2002 |
| FC Dinamo Moscú        | Rusia               | 2002 - 2003 |
| FC Krylia Sovetov      | Rusia               | 2003 - 2005 |
| FC Terek Grozny        | Rusia               | 2005 - 2006 |
| Portsmouth FC          | Inglaterra          | 2006 - 2007 |
| Estrella Roja          | Serbia              | 2007 - 2009 |
| Incheon United         | Corea del Sur       | 2009 - 2010 |
| Estrella Roja          | Serbia              | 2010 - 2011 |
| FC Krylia Sovetov      | Rusia               | 2011 -      |

- Datos: Q345308
- Multimedia: Ognjen Koroman / Q345308